# Johann Ulrich Mäntz
Johann Ulrich Mäntz, auch Mantz (* 1678; † 13. Oktober 1755 in Braunschweig) war ein deutscher Hofbüchsenmacher.

## Leben
Johann Ulrich Mäntz wurde 1678 im Fürstentum Braunschweig-Wolfenbüttel geboren. Er absolvierte eine Lehre beim Braunschweiger Büchsenmacher Jonas Heinemann. Nachfolgend ging er auf Wanderschaft und war in dieser Zeit vermutlich auch für den Düsseldorfer Büchsenmacher Hermann Bongard (auch Armand Bongarde, † 1721) tätig. Dies lässt sich aus einer stilistischen Ähnlichkeit späterer Mäntzscher Arbeiten mit den Prunkstücken Bongards schließen. Mäntz ist bis 1712 als Konstabler bei der Artillerie in Braunschweig nachweisbar. Am 3. August des Jahres richtete er ein Gesuch an Herzog Anton Ulrich mit der Bitte, den Dienst quittieren zu dürfen, um als Bürger sesshaft zu werden. Trotz des Widerstands der Büchsenmachergilde gegen dieses Gesuch erhielt Mäntz am 3. Februar 1713 die herzogliche Erlaubnis und wurde noch im selben Jahr Meister. Während seiner folgenden selbständigen Tätigkeit fertigte er Jagdgewehre und Pistolen für die Herzöge Anton Ulrich, August Wilhelm, Ludwig Rudolf und Karl I. Während der Regierungszeit Herzog Ludwig Rudolfs (1731–1735) wurde er zum Hofbüchsenmacher bestellt. Ludwig Rudolfs Tochter Elisabeth Christine war seit 1708 mit Kaiser Karl VI. verheiratet, wodurch zahlreiche Prunkstücke aus Mäntz’ Werkstatt als braunschweigische Huldigungsgeschenke an den Hof nach Wien gelangten. Weitere Fürstenhöfe, darunter der englische unter König Georg II., erhielten Feuerwaffen als Geschenke, von denen einige dort heute noch ausgestellt werden. Mäntz wird als „bedeutendster Büchsenmacher Braunschweigs im 18. Jahrhundert“ angesehen.
Mäntz heiratete 1708 Margarethe Sigmann (1673–1747). In zweiter Ehe war er seit 1747 mit Margarethe Elisabeth Behlen (1717–nach 1764) verheiratet. Aus der zweiten Ehe entstammte der 1749 geborene Sohn Johann Matthias Bernhard Mäntz, der als Büchsenmacher in Braunschweig nachweisbar ist. Johann Ulrich Mäntz starb im Oktober 1755 in Braunschweig.

## Werke (Auswahl)
- Kunsthistorisches Museum Wien: Radschlossbüchse mit reich verzierter Schlossplatte; Steinschlossbüchse (Signatur des Laufs: Ulrich Mäntz, Braunschweig, des Schlosses: Ulrich Mäntz);[2] mehrere Steinschloss-Vogelflinten mit kunstvoll eisengeschnittenen Läufen und Schlossplatten
- Windsor Castle: Steinschlossflinte mit den Initialen Herzog Ludwig Rudolfs (Windsor Castle L 421), Geschenk an König Georg II.
- Jagdschloss Grunewald: Steinschlossflinte
- Braunschweigisches Landesmuseum: zwei Steinschlossbüchsen und ein Paar Steinschloss-Reiterpistolen
- LWL-Museum für Kunst und Kultur in Münster: ein Paar Steinschloss-Pistolen (Signatur der Schlösser: J. U. Mäntz, der Läufe: Domenico Bonomino, Brescia)
- Kreis- und Universitätsmuseum in Helmstedt: Steinschlossflinte (Signatur des Laufs: J. U. Mäntz – Braunschweig, des Steinschlosses: Heinemann = Jonas V. P. Heinemann, Feuerschlossmachermeister und Büchsenmacher)
- Privatsammlung Richard Borek in Braunschweig: Steinschloss-Jagdflinte, um 1733, Signatur: J. Ulrich Maentz in Braunschweig, Huldigungsgeschenk Herzog Ludwig Rudolfs an den preußischen König Friedrich Wilhelm I. zur Vermählung Prinz Friedrichs mit der braunschweigischen Prinzessin Elisabeth Christine am 12. Juni 1733